# Hoffmann-von-Fallersleben-Straße 2 (Weimar)

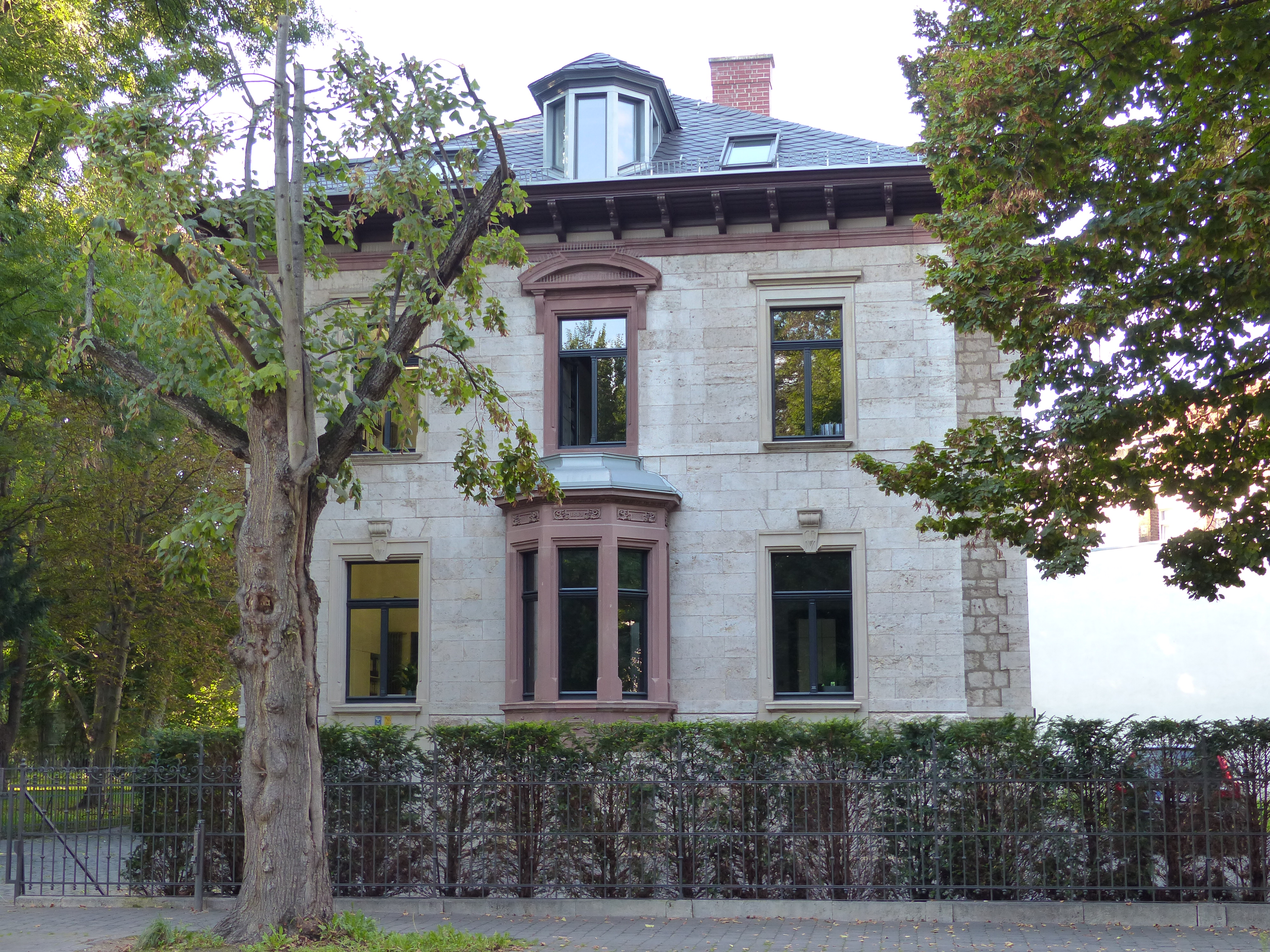
Hoffmann-von-Fallersleben-Straße 2 in Weimar

Die Villa mit Grundstück Hoffmann-von-Fallersleben-Straße 2 in Weimar steht auf der Liste der Kulturdenkmale in Weimar (Einzeldenkmale).
Die historistische zweigeschossige Villa ist gemauert aus Ehringsdorfer Travertin im Stile der italienischen Neorenaissance. Wie dem Erker zu entnehmen ist, ist ihr Baujahr 1889. Dieser Bereich hebt sich durch die Verwendung von Tonndorfer oder Berkaer Sandstein vom übrigen Baukörper ab. In dieser Villa befand sich ab 1945 die Urkundenstelle des Standesamtes der Stadt Weimar. Heute befindet sich dieses am Markt 1. Es befindet sich ein Bausachverständigenbüro in der Hoffmann-von-Fallersleben-Straße 2. Laut dem Weimarer Adressbuch von 1889 war hier der Kaufmann C[arl]. Mahr ansässig. Ob er indes auch der Bauherr war ist nicht sicher.